# Union sportive Sandweiler
Actualités
Le US Sandweiler est un club luxembourgeois de football basé à Sandweiler. Le club évolue en Promotion d'Honneur.